# Équipe d'Irlande de hockey sur gazon
L'équipe d'Irlande de hockey sur gazon est la sélection des meilleurs joueurs irlandais du Nord et du Sud de hockey sur gazon. 
L'équipe d'Irlande remporta la médaille d'argent lors des Jeux olympiques de Londres en 1908 mais cette performance fut mise au crédit de la Grande-Bretagne, règlement olympique oblige.
L'Irlande a déjà pris part à deux phases finales de la Coupe du monde, terminant douzième en 1978 et 1990.
L'équipe prend part au Championnat d'Europe de hockey sur gazon masculin 2011 à Mönchengladbach du 20 au 28 août 2011.

## Palmarès
Jeux olympiques
- 2016 : 10e
- 2024 : 10e